# NK Buzet
NK Buzet je nogometni klub iz Buzeta.
Trenutačno se natječe se u 1. ŽNL Istarskoj.